# Liste des présidents de la république d'Afrique du Sud
Cette page liste les différents présidents de la république d'Afrique du Sud depuis la fondation de la république en 1961. 

## Liste des titulaires
| N°                                                                     | Portrait                        | Titulaire (Naissance-mort)                                     | Élection                        | Mandat                          | Mandat                          | Mandat                          | Parti politique                 | Parti politique                 |
| N°                                                                     | Portrait                        | Titulaire (Naissance-mort)                                     | Élection                        | Début                           | Fin                             | Durée                           | Parti politique                 | Parti politique                 |
| Président de l'État (1961-1994)                                        | Président de l'État (1961-1994) | Président de l'État (1961-1994)                                | Président de l'État (1961-1994) | Président de l'État (1961-1994) | Président de l'État (1961-1994) | Président de l'État (1961-1994) | Président de l'État (1961-1994) | Président de l'État (1961-1994) |
| ---------------------------------------------------------------------- | ------------------------------- | -------------------------------------------------------------- | ------------------------------- | ------------------------------- | ------------------------------- | ------------------------------- | ------------------------------- | ------------------------------- |
| 1                                                                      | Charles Swart                   | Charles Swart (5 décembre 1894 - 16 juillet 1982)              | 1961                            | 31 mai 1961                     | 1er juin 1967                   | 6 ans et 1 jour                 |                                 | Parti national                  |
| -                                                                      | Theophilus Dönges               | Theophilus Dönges (8 mars 1898 - 10 janvier 1968)              | 1967                            | Non investi                     | Non investi                     | Non investi                     |                                 | Parti national                  |
| Le président du Sénat Jozua François Naudé assure l'intérim.           |                                 |                                                                |                                 |                                 |                                 |                                 |                                 |                                 |
| 2                                                                      | Jacobus Johannes Fouché         | Jacobus Johannes Fouché (6 juin 1898 - 23 septembre 1980)      | 1968                            | 10 avril 1968                   | 9 avril 1975                    | 6 ans, 11 mois et 30 jours      |                                 | Parti national                  |
| Le président du Sénat Jan de Klerk assure l'intérim.                   |                                 |                                                                |                                 |                                 |                                 |                                 |                                 |                                 |
| 3                                                                      | Nicolaas Diederichs             | Nicolaas Johannes Diederichs (17 novembre 1903 - 21 août 1978) | 1975                            | 19 avril 1975                   | 21 août 1978†                   | 3 ans, 4 mois et 2 jours        |                                 | Parti national                  |
| Le président du Sénat Marais Viljoen assure l'intérim.                 |                                 |                                                                |                                 |                                 |                                 |                                 |                                 |                                 |
| 4                                                                      | John Vorster                    | John Vorster (13 décembre 1915 - 10 septembre 1983)            | 1978                            | 10 octobre 1978                 | 4 juin 1979                     | 7 mois et 25 jours              |                                 | Parti national                  |
| Le président du Sénat Marais Viljoen assure l'intérim.                 |                                 |                                                                |                                 |                                 |                                 |                                 |                                 |                                 |
| 5                                                                      | Marais Viljoen                  | Marais Viljoen (2 décembre 1915 - 4 janvier 2007)              | 1979                            | 10 juin 1979                    | 3 septembre 1984                | 5 ans, 2 mois et 24 jours       |                                 | Parti national                  |
| 6                                                                      | Pieter Willem Botha             | Pieter Willem Botha (12 janvier 1916 - 31 octobre 2006)        | 1984                            | 3 septembre 1984                | 15 août 1989                    | 4 ans, 11 mois et 12 jours      |                                 | Parti national                  |
| 7                                                                      | Frederik Willem de Klerk        | Frederik Willem de Klerk (18 mars 1936 - 11 novembre 2021)     | 1989                            | 15 août 1989                    | 10 mai 1994                     | 4 ans, 8 mois et 25 jours       |                                 | Parti national                  |
| Président de la République (depuis 1994)                               |                                 |                                                                |                                 |                                 |                                 |                                 |                                 |                                 |
| 1                                                                      | Nelson Mandela                  | Nelson Mandela (18 juillet 1918 - 5 décembre 2013)             | 1994                            | 10 mai 1994                     | 14 juin 1999                    | 5 ans, 1 mois et 4 jours        |                                 | ANC                             |
| 2                                                                      | Thabo Mbeki                     | Thabo Mbeki (né le 18 juin 1942)                               | 1999                            | 14 juin 1999                    | 27 avril 2004                   | 9 ans, 3 mois et 10 jours       |                                 | ANC                             |
| 2                                                                      | Thabo Mbeki                     | Thabo Mbeki (né le 18 juin 1942)                               | 2004                            | 27 avril 2004                   | 24 septembre 2008               | 9 ans, 3 mois et 10 jours       |                                 | ANC                             |
| La ministre des Communications Ivy Matsepe-Casaburri assure l'intérim. |                                 |                                                                |                                 |                                 |                                 |                                 |                                 |                                 |
| 3                                                                      | Kgalema Motlanthe               | Kgalema Motlanthe (né le 19 juillet 1949)                      | 2008                            | 25 septembre 2008               | 9 mai 2009                      | 7 mois et 14 jours              |                                 | ANC                             |
| 4                                                                      | Jacob Zuma                      | Jacob Zuma (né le 12 avril 1942)                               | 2009                            | 9 mai 2009                      | 24 mai 2014                     | 8 ans, 9 mois et 5 jours        |                                 | ANC                             |
| 4                                                                      | Jacob Zuma                      | Jacob Zuma (né le 12 avril 1942)                               | 2014                            | 24 mai 2014                     | 14 février 2018                 | 8 ans, 9 mois et 5 jours        |                                 | ANC                             |
| Le vice-président Cyril Ramaphosa assure l'intérim.                    |                                 |                                                                |                                 |                                 |                                 |                                 |                                 |                                 |
| 5                                                                      | Cyril Ramaphosa                 | Cyril Ramaphosa (né le 17 novembre 1952)                       | 2018                            | 15 février 2018                 | 25 mai 2019                     | 7 ans, 4 mois et 27 jours       |                                 | ANC                             |
| 5                                                                      | Cyril Ramaphosa                 | Cyril Ramaphosa (né le 17 novembre 1952)                       | 2019                            | 25 mai 2019                     | 19 juin 2024                    | 7 ans, 4 mois et 27 jours       |                                 | ANC                             |
| 5                                                                      | Cyril Ramaphosa                 | Cyril Ramaphosa (né le 17 novembre 1952)                       | 2024                            | 19 juin 2024                    | en fonction                     | 7 ans, 4 mois et 27 jours       |                                 | ANC                             |

## Classement par durée de mandat
| Rang | Nom               | En jours    | En années                 | N° | Dates       | Commentaire                                                |
| ---- | ----------------- | ----------- | ------------------------- | -- | ----------- | ---------------------------------------------------------- |
| 1    | Thabo Mbeki       | 3 391 jours | 9 ans, 3 mois et 11 jours | 2  | 1999-2008   | Démissionne                                                |
| 2    | Jacob Zuma        | 3 203 jours | 8 ans, 9 mois et 5 jours  | 4  | 2009-2018   | Démissionne                                                |
| 3    | Cyril Ramaphosa   | 2 316 jours | 7 ans, 4 mois et 27 jours | 5  | Depuis 2018 | Mandat en cours                                            |
| 4    | Nelson Mandela    | 1 862 jours | 5 ans, 1 mois et 5 jours  | 1  | 1994-1999   | Ne se représente pas aux élections présidentielle de 1999. |
| 5    | Kgalema Motlanthe | 226 jours   | 7 mois et 14 jours        | 3  | 2008-2009   | Devient vice-président d'Afrique du sud                    |

## Premières dames
- 1961 - 1967 Syndy Swart (22 décembre 1903 - 24 mars 1986)
- 1968 - 1975 Aletta Fouché (23 mai 1900 - 11 juin 1993)
- 1975 - 1978 Marga Diederichs (1907 - 21 novembre 1998)
- 1978 - 1979 Tini Vorster (21 octobre 1917 - 14 septembre 2000)
- 1979 - 1984 Dorothea Viljoen (17 septembre 1917 - 6 octobre 2005)
- 1984 - 1989 Elize Botha (6 mai 1922 - 6 juin 1997)
- 1989 - 1994 Marike de Klerk (1937-2001)
- 1994 - 1996 -
- 1996 - 1998 Première fille Zindzi Mandela-Hlongwane
- 1998 - 1999 Graça Machel
- 1999 - 2008 Zanele Mbeki
- 2008 - 2009 Mapula Motlanthe[1]
- 2009 - 2018 Sizakele Zuma[2], Nompumelelo Ntuli Zuma[3],[4]
- 2018 - Présent Tshepo Motsepe